# Carelia evelynae
Carelia evelynae fue una especie de molusco gasterópodo de la familia Amastridae en el orden Stylommatophora.

## Distribución geográfica
Fue  endémica de Hawái.